# Millettia versicolor
Millettia versicolor är en ärtväxtart som beskrevs av John Gilbert Baker. Millettia versicolor ingår i släktet Millettia och familjen ärtväxter. Inga underarter finns listade i Catalogue of Life.